# James Meredith
Pour les articles homonymes, voir Meredith.
James Meredith, né le 25 juin 1933 à Kosciusko dans l'État du Mississippi (États-Unis), est le premier étudiant noir-américain de l'université du Mississippi, jusqu'alors réservée aux étudiants blancs.

## Biographie

### Premier noir à l'université

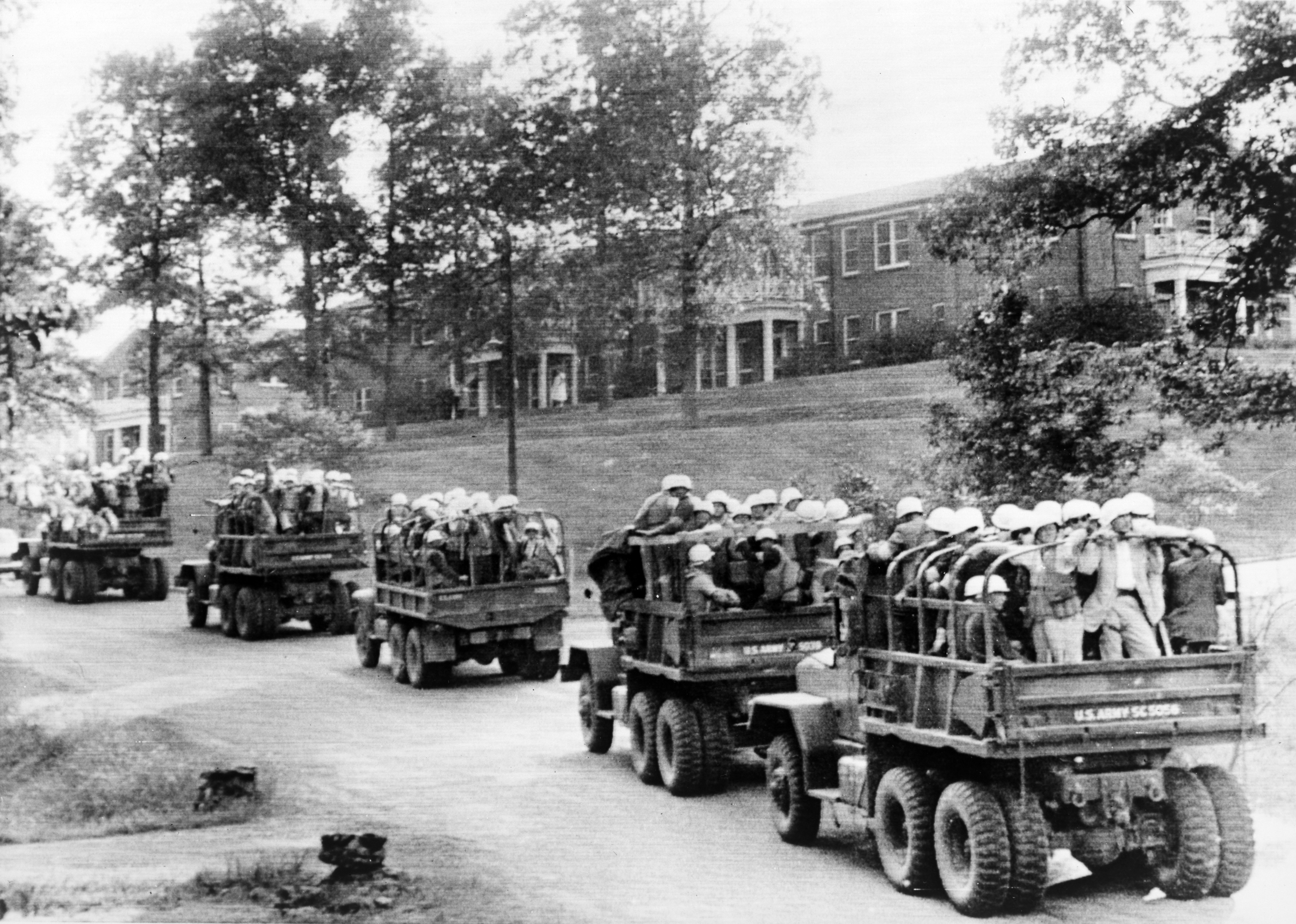
Des camions de l'armée américaine chargés d'agents fédéraux portant des casques d'acier traversent le campus de l'Université du Mississippi le 3 octobre 1962.

Après neuf ans (1951-1960, dont une opération au Japon) dans l'Armée de l'Air américaine, James Meredith est devenu pour quelque temps un symbole de la lutte pour le Mouvement des droits civiques aux États-Unis : pour qu'il puisse entrer à l'université, le gouvernement américain, sous la présidence de John F. Kennedy, lui a envoyé en soutien des milliers de soldats de l'armée fédérale, pour mater les émeutes de 1962. Peu auparavant, le gouverneur du Mississippi, Ross Barnett, avait en effet refusé d'autoriser son entrée à l'université, malgré l'ordre d'une cour de justice fédérale obtenu grâce à un recours de la National Association for the Advancement of Colored People (NAACP).
Le Mississippi était alors l'un des États américains les plus ségrégationnistes du pays, en violation avec la loi fédérale (voir notamment l'arrêt Brown v. Board of Education rendu en 1954 par la Cour suprême des États-Unis). En 1998, la publication des archives d'État de cette époque a révélé de nombreux points sombres de l'histoire du Mississippi : meurtres, lynchages et assassinats, activités du Ku Klux Klan, espionnage d'associations de droits civils et fichage des politiciens selon leurs votes sur le thème des droits civils.
James Meredith a finalement pu commencer les cours le 1er octobre 1962 ; il a terminé ses études à l'Université du Mississippi le 18 août 1963. Il est resté sous protection militaire jusqu'à la fin de ses études. 

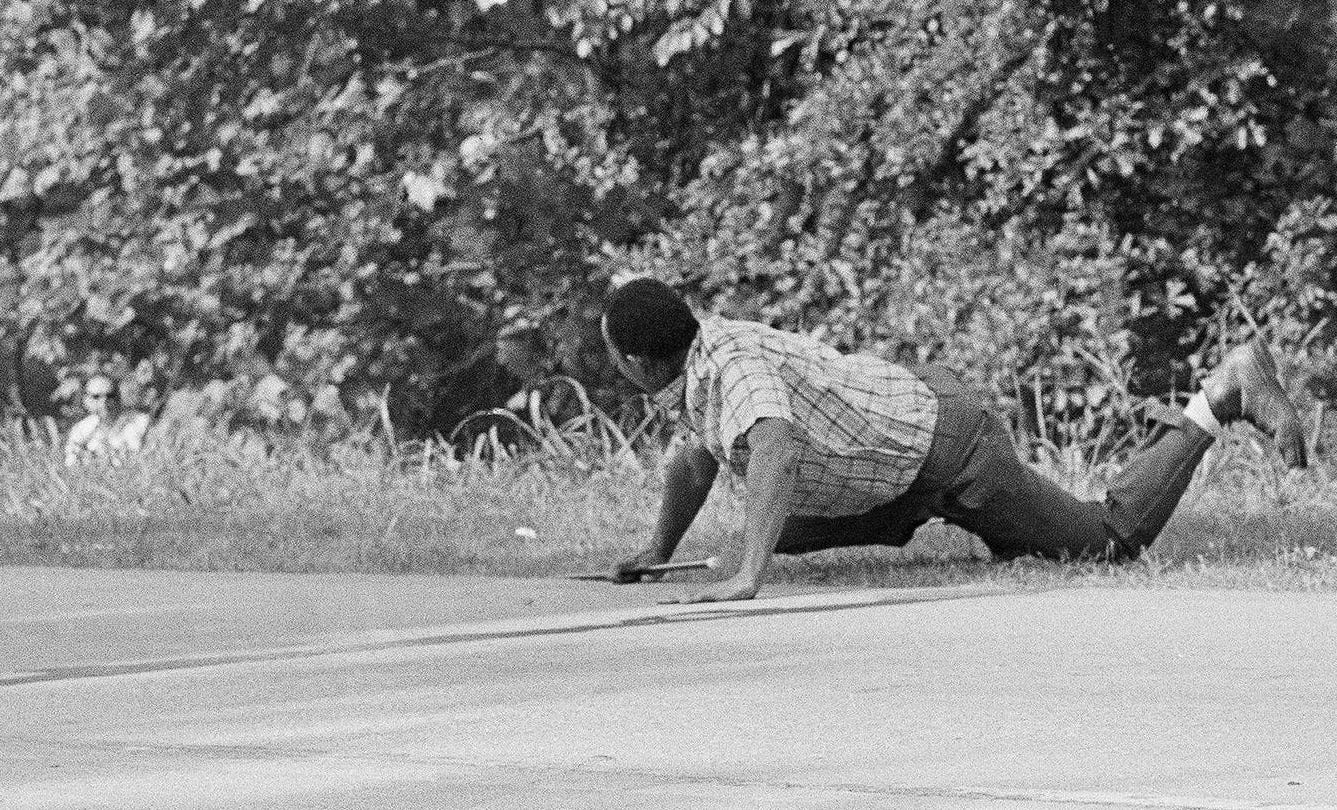
James Meredith, blessé par balle, le 7 juin 1966

Quelques années plus tard, le 6 juin 1966, Meredith a été blessé par les tirs d'un sniper blanc, Aubrey James Norvell, lors de la Marche contre la peur qu'il avait initiée, partie du Tennessee jusqu'au Mississippi. Organisée deux ans après l'assassinat du leader noir Malcolm X, cette marche devait selon Meredith être placée sous la protection de Dieu : sans arme ni protection, Meredith s'apprêtait à parcourir 220 kilomètres avec quelques amis. Entre autres leaders du Mouvement des droits civiques aux États-Unis, Martin Luther King lui a rendu visite lors de son séjour à l'hôpital. Renommée "Meredith March" et placée sous le feu des médias, la marche s'est poursuivie en son absence.

### Après l'université
James Meredith a publié en 1966 le livre Three Years in Mississippi sur son expérience universitaire. Mais contrairement à ce que ce début de carrière aurait pu laisser supposer (études à l'Université en 1962-63, marche anti-ségrégationniste en 1966, tentative d'assassinat contre lui), il n'est pas véritablement resté un emblème de la lutte pour les droits civils américains. Assez rapidement, des tensions sont apparues entre l'ancien étudiant et le mouvement des droits civiques aux États-Unis. Meredith aurait notamment dit : « Il n'y a rien de plus insultant pour moi que le concept de droits civiques. Il engendre une citoyenneté en perpétuelle deuxième zone pour moi et ceux de mon espèce. »
Entré en politique, Meredith s'est affilié au Parti républicain ; il a tenté de se faire élire au Congrès des États-Unis. Il se serait dit hostile aux sanctions américaines contre le régime ségrégationniste sud-africain (à l'époque de l'Apartheid) ; opposé au principe de discrimination positive initiée par John F. Kennedy et fortement débattue aux États-Unis depuis, il aurait aussi rejeté l'idée de faire de l'anniversaire de Martin Luther King un jour férié national.
En 1991, James Meredith apporte son soutien à David Duke, ancien grand sorcier du Ku Klux Klan, pour l'élection au poste de Gouverneur de Louisiane. Déclarant : « S'ils veulent que je rejoigne leur campagne, je rejoindrai leur campagne, s'ils ne veulent pas que je rejoigne leur campagne, je ne m'y joindrai pas. Je veux qu'il gagne. En d'autres termes, je veux faire tout mon possible pour que David Duke soit le prochain gouverneur de Louisiane ». Il déclara plus tard à propos de ce soutien à David Duke : « C'est moi qui l'ai converti pour qu'il quitte le Klan [...] Je n'ai jamais fait d'erreur. ».

### Famille
Joseph Howard Meredith, le fils de James Meredith, a lui aussi étudié à l'université du Mississippi ; il y a obtenu un diplôme d'excellence en Business Administration ; ce fils est décédé le 8 février 2008, à l'âge de 39 ans, atteint par le lupus érythémateux disséminé. À l'heure qu'il est[Quand ?], James Meredith vit toujours à Jackson, dans l'État du Mississippi, avec sa femme Judy. Il a une fille, Jessica, et encore deux fils, James et John.